# 十文字大根
十文字大根（じゅうもんじだいこん）は、大根の一種。群馬郡榛名町十文字地区（現・高崎市）の特産物である。

## 概要
十文字大根という品種は存在しないが、『榛名町誌』は「ブランドとして定着している作物」と特筆する。十文字地区で栽培されたものだけがこの名前で出荷されている
。主な品種は「干し理想」、「秋まさり」、「漬けひかり」、いずれも沢庵漬けに適した品種で、長さ50センチ以上に成長する。

### 収穫と加工
収穫期は11月から12月である。収穫した十文字大根は、民家の軒先、牛舎の脇、杉林、竹林など地区内のいたるところに吊るして乾燥する（干し場）。このような大根のカーテンは冬の季節の風物詩である。
「榛名・十文字大根生産組合」の組合長・後閑英雄は、「榛名山、赤城山から吹く寒風が大根を干すのにちょうどいい。うまく水分がとんで、生で食べるよりも甘味が増し美味しいたくあん漬けになる。それほど寒くなることもないから、大根が凍る心配もない。この地区は、干し大根づくりに最適な環境だと思う」とコメントしている。その寒風を大根風という生産者もいる。

### 保存と継承
十文字大根の大半は、沢庵漬けとして地元で消費される。収穫から出荷までに手間もかかるため、大量に流通することもない。加えて、近年では後継者不足もあり生産量が減っている。このままでは地域の風景や味が途絶えかねないと危惧した後閑らを発起人に、2018年「榛名・十文字大根生産組合」が発足する。約30名の組合員を擁する。
2019年11月16日 - 17日には「第33回 高崎市農業まつり」で十文字大根が販売されている。